# Anthurium parasiticum
Anthurium parasiticum är en kallaväxtart som först beskrevs av Vell., och fick sitt nu gällande namn av Carlos Stellfeld. Anthurium parasiticum ingår i släktet Anthurium och familjen kallaväxter. Inga underarter finns listade.